# کوره بازتابشی نیرایاما
کوره بازتابشی نیرایاما (به ژاپنی: 韮山反射炉, Nirayama hansharo) یک کوره بازتابشی است که در دوره ادو در نیرایاما، شیزوئوکا، ژاپن ساخته شده‌است.